# Calophya rubra
Calophya rubra (лат.) — вид мелких полужесткокрылых насекомых рода Calophya из семейства Calophyidae.

## Распространение
Встречаются в Неотропике.

## Описание
Мелкие полужесткокрылые насекомые. Внешне похожи на цикадок, задние ноги прыгательные. Отличаются длинными выступами на щеках. Основной  цвет от охристого или красновато-коричневого до тёмно-коричневого или почти чёрного. Первый, второй и 5-7 сегменты антенны коричневые, 3-й и 4-й желтовато-коричневые, 8-10 тёмно-коричневые до почти чёрных. Ноги от жёлтых до охристых, бёдра часто более тёмные, вершины задних лапок тёмно-коричневые. Передние крылья прозрачные; жилки от жёлтого до коричневого. Задние крылья прозрачные. Передние перепончатые крылья более плотные и крупные, чем задние; в состоянии покоя сложены крышевидно. Лапки имеют 2 сегмента. Антенны короткие, имеют 10 сегментов. Голова широкая как переднеспинка.
Взрослые особи и нимфы питаются, высасывая сок растений. В основном связаны с растениями рода шинус (Schinus) семейства анакардиевые.